# Liulin, Iambol
Liulin (în bulgară Люлин) este un sat în comuna Straldja, regiunea Iambol,  Bulgaria. 

## Demografie
Componența etnică a satului Liulin
     Bulgari (98,36%)
     Nicio identificare (0%)
     Altele (1,63%)
La recensământul din 2011, populația satului Liulin era de 183 locuitori. Din punct de vedere etnic, majoritatea locuitorilor (98,36%) erau bulgari. Pentru 0% din locuitori nu este cunoscută apartenența etnică.